# Дубрава (Ростовская область)
Дубрава — хутор в Усть-Донецком районе Ростовской области.
Входит в состав Крымского сельского поселения.

## География

### Улицы
- ул. Короткая,
- ул. Северная,
- ул. Солнечная,
- пер. Лесной.

## Население
| 2010 |
| ---- |
| 60   |